# Puig Cardener
El Puig Cardener és una muntanya de 232 metres que es troba al municipi de Manresa, a la comarca catalana del Bages.